# Star Stable
Star Stable (auch Star Stable Online) ist ein Online-Rollenspiel des schwedischen Entwicklers Star Stable Entertainment. Das Spiel ist erstmals 2011 veröffentlicht worden und für Microsoft Windows, iOS, Android sowie macOS verfügbar. Spieler sollen gemeinsame Abenteuer mit und rund um ihre Pferde erleben können. Zielgruppe des Spiels sind vor allem Mädchen ab 10 Jahren, aber auch Teenager und Erwachsene spielen das Spiel.

## Spielprinzip
Die Spielwelt bildet die Insel Jorvik. Hier können Spieler Quests erledigen, an Pferderennen teilnehmen, die eigenen Pferde versorgen und leveln, mit Freunden zusammen spielen, einen eigenen Reitclub gründen, viele verschiedene Pferde (z. B. Belgische Warmblüter, KWPNs, Isländer, Haflinger, Paint Horses, Quarter Horses, Friesen, Selle Français oder magische Pferde) kaufen oder entspannt die Gegend erkunden. Zuvor muss eine Spielfigur und das erste Pferd kreiert werden. Dabei lassen sich ausschließlich weibliche Spielercharaktere erstellen. Im Laufe des Spiels können Spieler weitere Pferde und Ausrüstung erhalten bzw. kaufen. Mit anderen Spielern kann über einen Chat im Spiel kommuniziert werden. Die Währungen sind Star Coins und Jorvik Schillinge (abgekürzt "sc" und "js"). Davon kann man sich Pferde, Ausrüstung und mehr kaufen. Pferde können nur mit Star Coins gekauft werden. Jorvik Schillinge kann man z. B. bei Quests und Pferderennen verdienen. Star Rider bekommen jede Woche 100 Star Coins. Durch Quests kann man sich mit der Zeit neue Gebiete und Sachen freischalten, und seinen Charakter leveln. Einige Pferderassen kann man erst kaufen, wenn man ein bestimmtes Level erreicht hat.
Das Spiel ist zunächst kostenlos. Hat ein Spieler Spielstufe 5 erreicht, kann die Vollversion entweder mit einer Einmalzahlung dauerhaft oder auf Basis von monatlichen oder dreimonatlichen Zahlungen nach einem Abonnement-Modell freigeschaltet werden ("Star Rider"). Das Spiel wird genretypisch ständig erweitert, in der Regel erscheint jeden Mittwoch ein Update.

## Geschichte
2008 erschienen vier frühe Star-Stable-Spiele als CD-Rom. Sie trugen die Titel „Herbstritt“, „Winterritt“, „Frühlingsritt“ und „Sommerritt“. 2011 erschien die Online-Version in Schweden und 2012 weltweit. Sechs Jahre nach Veröffentlichung gab der Entwickler 2017 bekannt, dass die Marke von 10 Millionen Spielern erreicht worden sei. Die größten Märkte seien demnach die USA gefolgt von Deutschland, Großbritannien und Frankreich.
Im Jahr 2018 erschien der erste Roman zum Spiel von der Autorin Helena Dahlgren. Seitdem sind vier Bände erschienen. Mit Star Stable Mistfall besteht seit 2021 eine Animationsserie mit sechsminütigen Folgen, die bei YouTube angesehen werden kann.

## Rezeption
Online-Spielemagazin Wasted führt Star Stable Online als eines der besten Pferde-Spiele auf dem Markt auf. Die Tiere im Spiel sähen „so richtig liebenswürdig aus“ und neue Spieler würden „monatelang gut unterhalten davon sein, die abertausenden von Quests durchzuspielen“.
Star Stable Online wurde 2021 monatlich von über 500.000 Spielern gespielt.